# Lkhagvasürengiin Otgonbaatar
Lkhagvasürengiin Otgonbaatar (en mongol : Лхагвасурэн Отгонбаатар ; né le 20 janvier 1993 à Battsengel) est un judoka mongol.

Il participe aux Jeux olympiques de 2016.